# David Salle
David Salle (* 28. September 1952 in Norman, Oklahoma) ist ein US-amerikanischer Künstler, der mit den Medien Malerei und Druckgraphik und als Bühnenbildner arbeitet.

## Leben und Werk
David Salle schloss das Studium am California Institute of the Arts in Valencia, Kalifornien im Jahre 1975 mit einem MFA ab. Dort studierte er unter John Baldessari.
In seinem Frühwerk aus der Zeit seines Studiums beschäftigt Salle sich mit Videokunst und Fotografie. Dabei schafft er Verbindungen zwischen Foto und Text. Mitte der 1970er Jahre wendet sich Salle der Malerei zu und erlangt ab den 1980er Jahren erstmals größeres öffentliches Interesse.
Salles Malerei der 1980er Jahre kann der Appropriation Art zugeordnet werden: Sein Werk zeichnet sich durch zahlreiche Bildzitate und Übernahmen aus. Dabei bedient er sich sowohl der Kunstwelt als auch populärer Bilder aus den Massenmedien. Dabei stellt Salle oftmals Stereotype dar.
So verwendet Salle etwa wiederholt Fotos aus softpornographischen Zeitschriften sowie der Tagespresse als Vorlage. Dieses Zusammenfügen unterschiedlicher Bildmotive und das Mischen verschiedener Stile sowie das häufige Fehlen einer klaren Bildordnung machen die Deutung von Salles Gemälden oftmals schwierig. Aufgrund seiner zitierenden Arbeitsweise und dem Rückgriff auf bekannte Bildmotive lässt Salle sich als postmoderner Künstler bezeichnen.
David Salle beschäftigt sich zudem mit bühnen- und kostümbildnerischen Arbeiten, wobei er viele Sets für die Choreographin Karole Armitage entworfen hat. 1995 drehte er den Kinofilm The Moviemaker, in dem Griffin Dunne, Ethan Hawke, Dennis Hopper, John Turturro und Christopher Walken spielen.

## Ausstellungen
Einzelausstellungen wurden unter anderem im Whitney Museum of American Art in New York City, dem Stedelijk Museum in Amsterdam, dem Museum of Contemporary Art, Los Angeles, im Castello di Rivoli Turin, dem Guggenheim-Museum Bilbao, der documenta 7 in Kassel und der Kestnergesellschaft in Hannover gezeigt.

## Auszeichnungen
- 1986: Guggenheim Fellowship für Theaterbühnenbild
- 2000: Rome Price
- 2015: Wahl zum Mitglied (NA) der National Academy of Design.[6]
- 2016: Wahl zum Mitglied der American Academy of Arts and Letters[7]